# Ferrari TR
Los Ferrari Testa Rossa son las dos series de automóviles de carreras denominados como 500 Testa Rossa y 250 Testa Rossa, que fueron construidos por la empresa Ferrari entre los años de 1956-1958 y 1957-1961 para el Campeonato Mundial de Sport Prototipos en las categorías de 2000 cc y 3000 cc, y con los que la Scuderia Ferrari obtuvo los campeonatos mundiales de 1958, 1960 y 1961.

## Historia

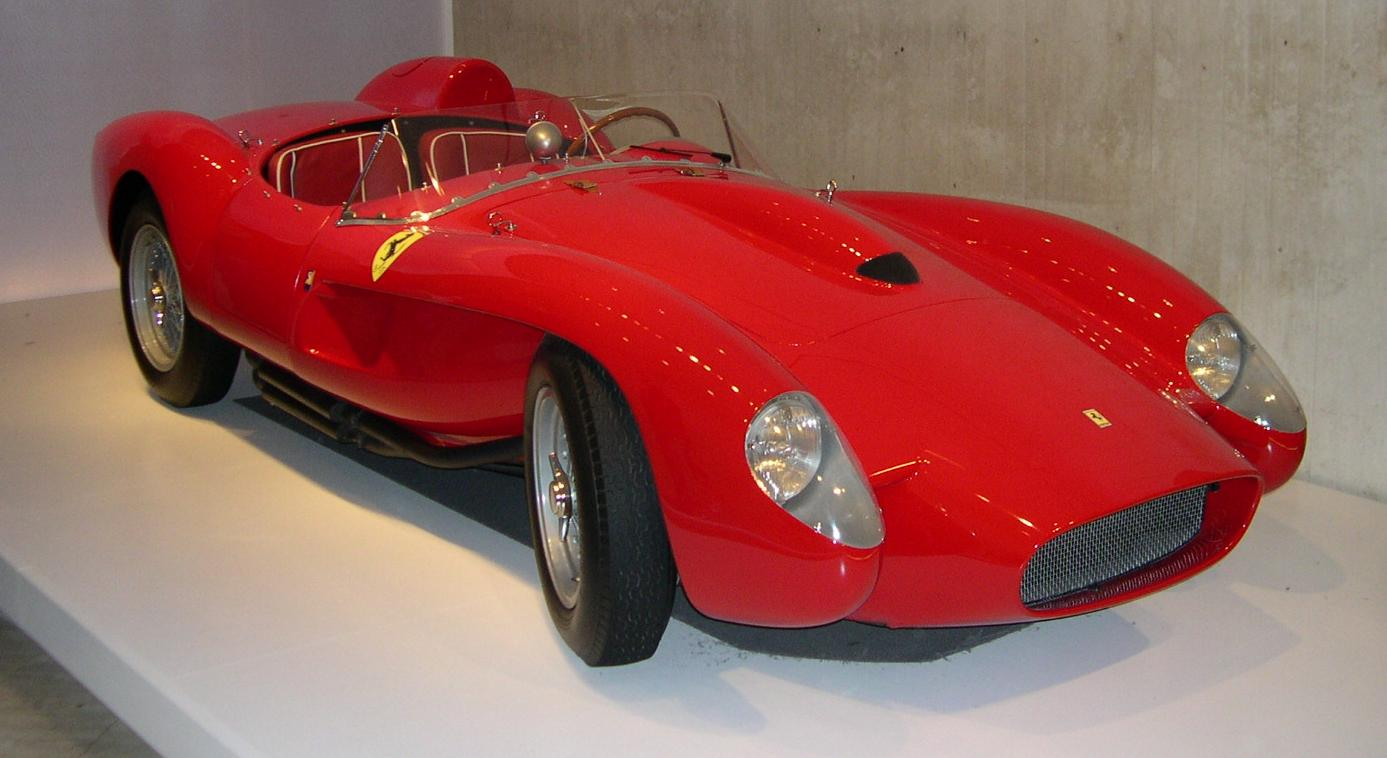
Ferrari Testa Rossa de 1958

La epopeya del legendario Ferrari Testa Rossa comenzó con un coche que no tuvo participaciones oficiales y solo estuvo en manos de los clientes de Maranello en 1956. En ese entonces, Ferrari ofrecía un coche nuevo con la cabeza del motor pintada de rojo, que reemplazaba el Mondial 500, el auto con el que Ferrari y Alberto Ascari habían obtenido los títulos mundiales para autos de 2 litros en 1952 y 1953. Era el mismo auto con motor de 2 litros y de 4 cilindros del Mondial, excepto que sus componentes más débiles habían sido reforzados y modificados, se le denominó como Ferrari 500 Testa Rossa.
A finales de 1957, mientras el 500 TR salía de producción, para sustituir a los prototipos de mayor cilindrada y en respuesta a las nuevas reglamentaciones de la FIA, hizo su aparición el nuevo 250 Testa Rossa con motor de doce cilindros y 3 litros, serie que sin duda fue la más famosa de las dos y que ha cubierto con su nombre un halo legendario en el ámbito automovilístico.
Desarrollado para la temporada 1958, el 250 Testa Rossa fue diseñado tanto para la Scuderia Ferrari como para los equipos privados. La elección del motor fue el factor más crítico, ya que la Comisión Deportiva Internacional (CSI) en sus reglamentos para la categoría de Sport-Prototipos, había limitado el tamaño del motor a una cilindrada de 3000 cc en un intento de frenar el incremento de las velocidades con motores de más capacidad. Ferrari tenía dos opciones que podían adaptarse a su nuevo coche deportivo y estas se pusieron a prueba en 1957. De inicio, en Ferrari se pensó en la opción de un V6, que era una pequeña versión del V12 de cuatro levas, que fue montado en dos prototipos especiales, pero que ninguno de ellos fueron elegidos. En cambio, el elegido fue el V12 SOHC de Gioacchino Colombo que había sido ya utilizado en las Berlinettas 250 GT y había ya demostrado su fiabilidad y capacidad en las victorias consecutivas del Tour de Francia.
Así, el 26 de mayo de 1957, en los 1000 km de Nürburgring,  un prototipo 250 TR, que era un chasis de un 290 MM equipados con un motor de 12 cilindro Twin Cam, hizo su aparición, a pesar de un desempeño modesto, Master Gregorio y Carlo Morolli lograron la décima posición. Después, junto con otro prototipo marcado con el número 0704 y carrozado por Scaglietti, que montaba un motor derivado directamente de la GT 250 y acoplado a un chasis de 500 TRC,   lucieron bien en las 24 Horas de Le Mans, antes de que los dos se vieran obligados a retirarse.

## Desarrollo

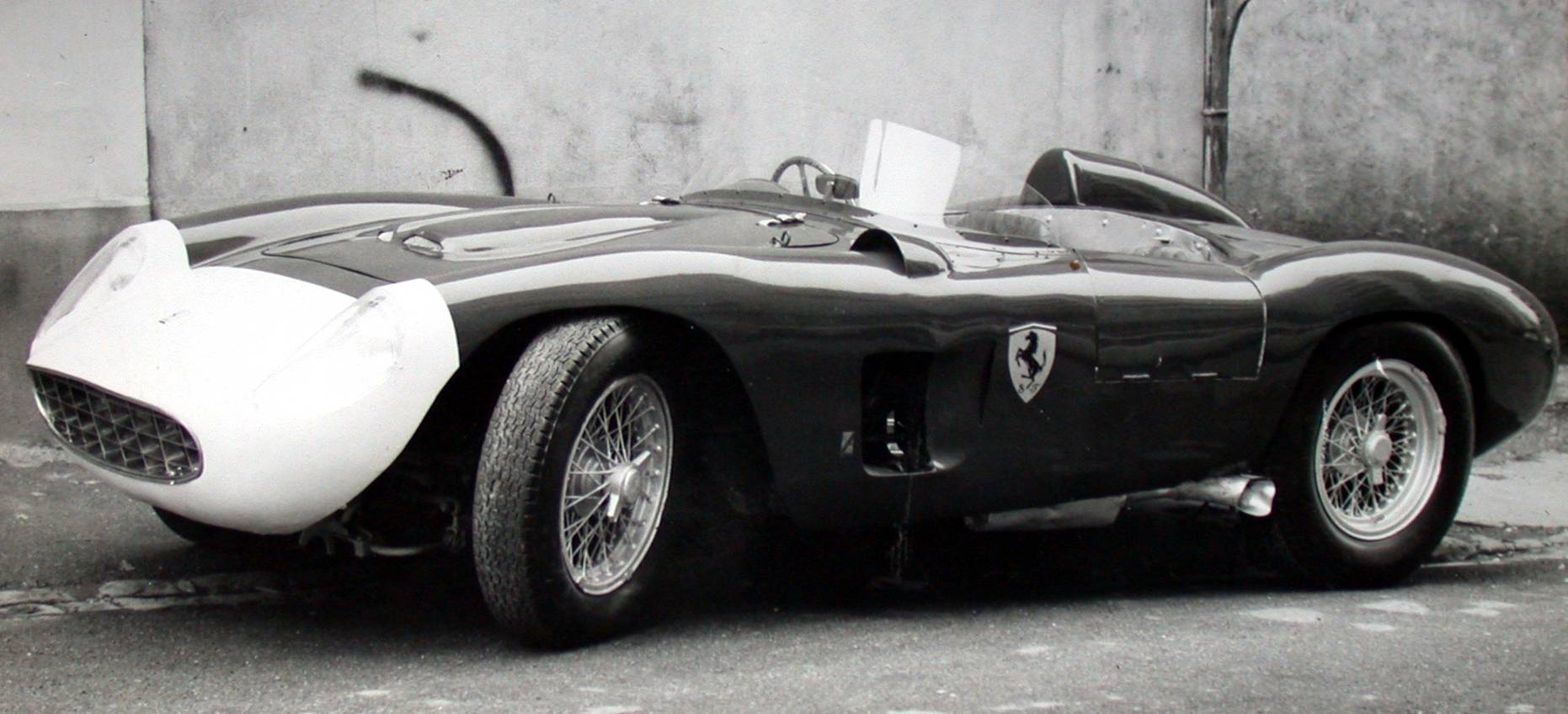
Ferrari 500 Testa Rossa

### 500 TR
El chasis de este nuevo modelo lo conformaban largueros y transversales tubulares, con suspensión delantera independiente de cuadriláteros deformables y resortes helicoidales, suspensión trasera con puente rígido y resortes helicoidales en lugar de la tradicional ballesta.
El motor, montado en la parte anterior, era del diseñado de Aurelio Lampredi, de 4 tiempos y 4 cilindros en línea, con 90X78 mm de diámetro y carrera, desplazamiento total 1984,35 cc, 496,21 cc de cilindrada unitaria, potencia máxima de 180 CV a 7000 rpm con una relación de compresión de 8.5:1 y 190 CV a 7400 rpm con 9.1:1; monoblock y cabeza en aleación ligera, árbol de levas en acero fundido especial, distribución con doble árbol de levas con dos válvulas en cabeza por cilindro; alimentación por aspiración atmosférica con 2 carburadores Weber 40 DCO/3 y carburante gasolina; encendido con doble distribuidor; lubricación a base de cárter seco y refrigerado por agua.
La transmisión es a las ruedas posteriores, embrague de disco múltiple seco, caja de cambios de cuatro velocidades más reversa sincronizadas marca Porsche con relación de engranes variable; dirección es tornillo sin fin en seco.
En lo que respecta al frenado, este fue aún con tambores en las cuatro ruedas con mando hidráulico y freno de mano en las ruedas posteriores. El sistema eléctrico era de 12 voltios con generador.
El carrocero Pinin Farina diseñó para este modelo la clásica “barcheta” (también se le denomina como spyder), con una carrocería con una hermosa línea que fluye por dos reposacabezas traseros aerodinámicos que se alojaban a lo largo de la cubierta posterior del auto, correspondiendo la construcción a la compañía Scaglietti. En esta nueva carrocería, además de los reposacabezas, resultaban notorias las dos ranuras, una a cada lado, alojadas en los laterales de los guardafangos de las ruedas delanteras, que permite que el agua desplazada por el movimiento de los neumáticos, drenara hacia afuera del cuerpo de la carrocería, desalojando grandes cantidades de agua que de otra manera se habrían acumulado en el interior del guardabarros comprometiendo seriamente la eficiencia del sistema de frenos.
Las dimensiones resultantes de esto, fueron, la clásica distancia entre ejes de 2250 mm de Ferrari para sus prototipos, con un ancho de vía al frente de 1,308 mm., y un ancho de vía posterior 1250 mm, el auto con un peso en vacío 680 kg., y llevó neumáticos anteriores 5.50X16 y 6.00X16 posteriores, con un depósito de combustible 120 litros o 150 para carreras de larga duración.
Sus prestaciones fueron una velocidad máxima 245 km/h y 260 km/h para los últimos modelos. 
Aproximadamente 20 de estos modelos fueron construidos y todos fueron vendidos a clientes de Ferrari, de tal forma que el equipo oficial de Maranello no participó en ninguna carrera con ellos.
Para 1957, con el fin de tener un coche con motor de 2 litros que cumpliera la nueva "Sección C" del Reglamento del Campeonato Mundial de Sport Prototipos, el 500 TR fue actualizado. El modelo de Ferrari recibió una ampliación de cabina, se le añadieron puertas (algunas carrocerías de los primeros modelos, no contaban con puertas o solo contaban con la del lado del conductor), se le instaló un nuevo parabrisas más alto y para las dos plazas, y el depósito de combustible fue montado en el exterior del compartimiento de pasajeros. El chasis derivaba del Monza 860, mientras que para las suspensiones se utilizaron resortes helicoidales en las cuatro ruedas, incluyendo un puente trasero rígido en lugar del más moderno puente De Dion. La carrocería correspondía a un diseño de Scaglietti.
Algunos autos recibieron aún más modificaciones, como el inscrito por el equipo N.A.R.T en las 24 horas de Le Mans de 1958 para los hermanos Rodríguez y que finalmente fue conducido por Pedro Rodríguez y Jean Bertha, contaban con la nariz muy particular del 250 Testa Rossa. 
El Ferrari 500 TRC fue el último modelo de la Escudería en montar un motor de cuatro cilindros, ya que posteriormente pasó a equiparse con un motor de 6 cilindros con 2 litros de desplazamiento.

### 250 TR

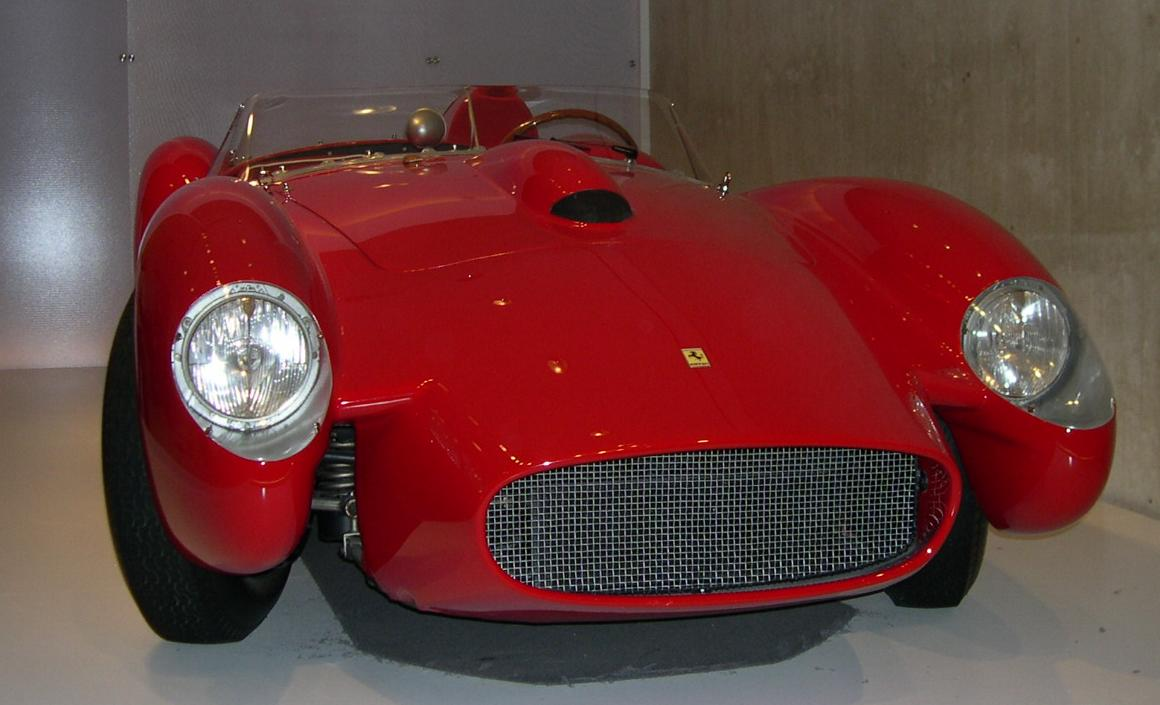
Frontal del Ferrari 250 TR58

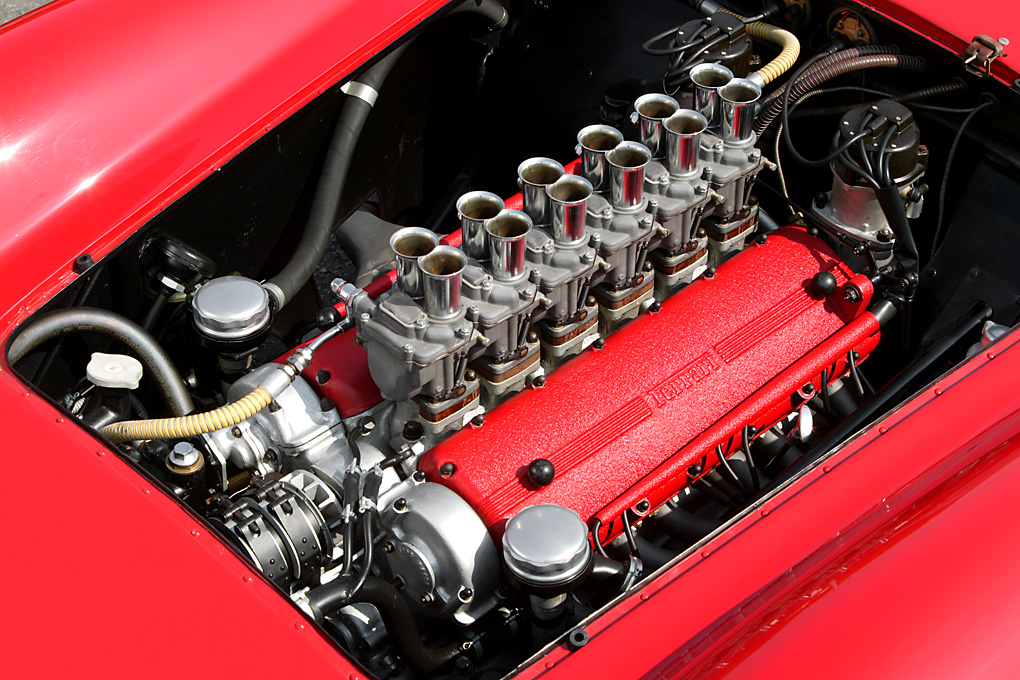
Motor Ferrari V12 Testa Rossa

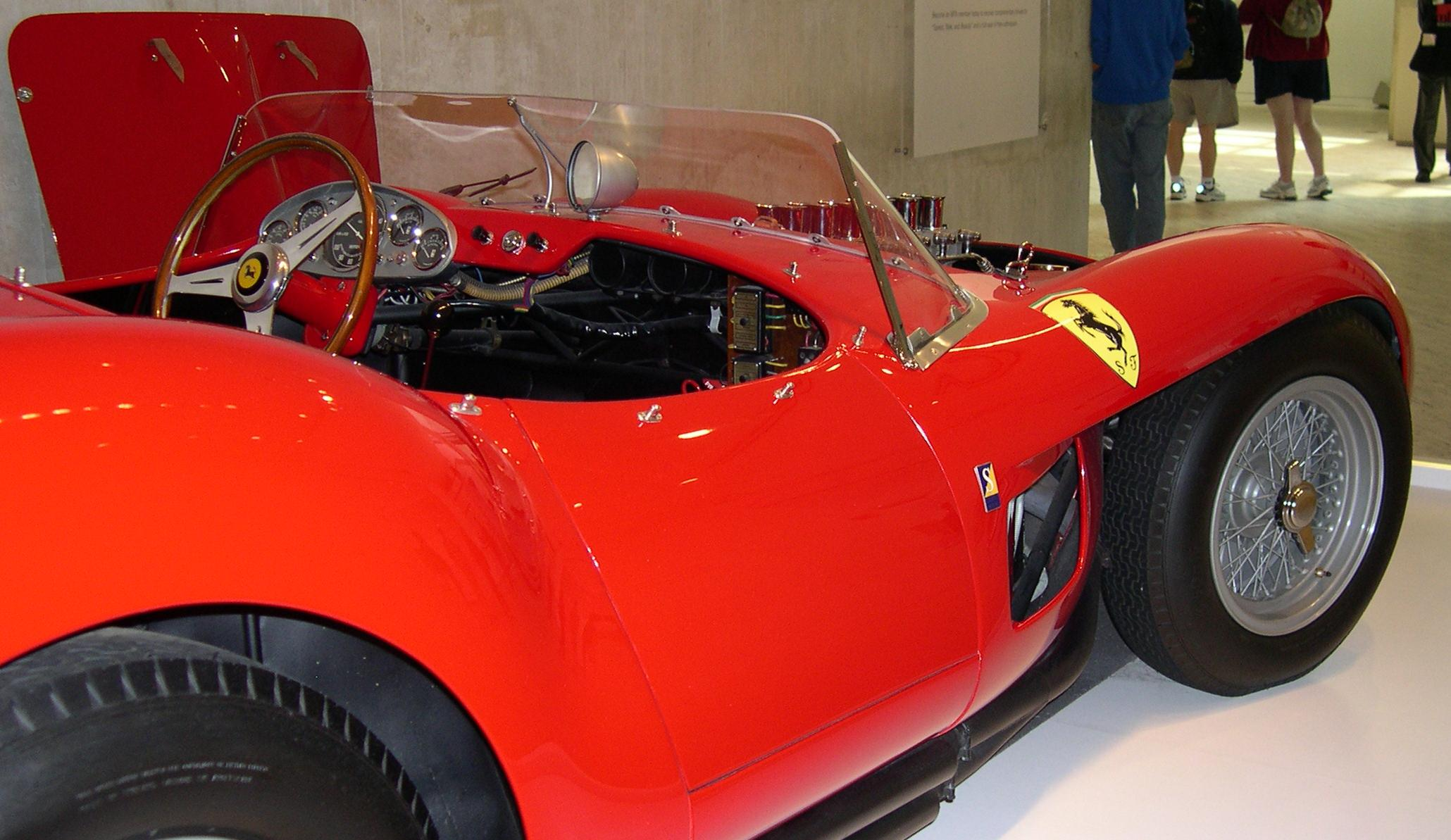
Ferrari 250 TR58

Oficialmente, el 250 TR en la versión de cliente, se presentó el 22 de noviembre de 1957 durante una conferencia de prensa. El proyecto estaba a cargo de Carlo Chiti bajo la supervisión de Enzo Ferrari. Existieron dos versiones, una para los equipos privados clientes de Ferrari y otra para los autos que corrieran oficialmente por la Scuderia. Todos los coches de los clientes contaron con un chasis similar a la 500 TR que conservó el eje posterior rígido.
El 250 Testa Rossa, contó con un chasis multi-tubular, suspensión frontal independiente con resortes helicoidales, cojinetes de sobrecarga y amortiguadores telescópicos, suspensión trasera independiente tipo De-Dion (en el caso de los autos oficiales) con resortes helicoidales y amortiguadores telescópicos; el motor que cumplía con las regulaciones para la temporada 1958, se montó en la parte anterior del auto y era un 4 tiempos de 12 cilindros en V a 60 grados, con diámetro y carrera de 73×58.8, un desplazamiento total de 2953,21 cc y cilindrada unitaria de 246,19 cc, con una potencia de 290 hp a 7500 rpm con una relación de compresión de 9,8:1 y 300 hp a 7200-7500 rpm con una relación de compresión de 9,3:1; bloque y culata de aleación ligera, árbol de levas en acero fundido especial, cabezas de cilindros en aleación ligera, cámara de combustión hemisférica, cigüeñal con 7 soportes, distribución SOHC (árbol de levas en cabeza simple) accionada por cadena, 2 válvulas en cabeza por cilindro, alimentación atmosférica con 6 carburadores Weber de doble cuerpo invertidos tipo 38 DCN o 40DCN-42DCN según la carrera, de gasolina y con sistema de ignición de doble distribuidor, con lubricación de cárter húmedo y refrigerado por agua. Contando con sistema eléctrico de 12 voltios con generador.
La transmisión iba a las ruedas traseras, con embrague seco multidisco, caja de acoplada al motor con 4 velocidades y reversa y con 5 o 6 según el circuito, con posibilidad de cambio de engranaje y diferencial auto bloqueante; dirección con engrane y frenos de disco en las cuatro ruedas con dos mordazas accionado hidráulicamente y freno de mano en las ruedas traseras. Para 1959, el Testa Rossa contó con una caja de cambios Colotti de magnesio, ubicada en posición transaxle, así como frenos de disco en las cuatro ruedas marca Dunlop y neumáticos Dunlop en lugar de los Englebert de la temporada anterior.
La carrocería de Scaglietti en aluminio, con volante a la derecha o a la izquierda, tenía una forma muy particular, muy aerodinámica, con la nariz muy larga y pronunciada hacia delante, sobresaliendo de los guardafangos, que fueron separados de la calandra en la parte inferior a fin de que los espacios que se formaron, permitieran un mejor enfriamiento de los tambores de freno.
Para la temporada de 1958 la fábrica utilizó los dos prototipos actualizados y dos más se fabricaron, construyéndose además 19 unidades para los clientes de Ferrari.
Si la forma de la carrocería era sorprendente y emocionante en los autos de 1958, estos eran inestables a altas velocidades. Para corregir la aerodinámica, en los autos de 1959, Ferrari modificó el diseño, ahora estaba diseñada por Pininfarina y construida por Medardo Fantuzzi,  para ofrecer la carrocería que era un diseño completamente cerrado en la parte frontal que se montaba en un nuevo chasis tubular. Los guardabarros delanteros también envolvían los faros; los tubos de escape, agrupados de dos en dos, sobresalían inmediatamente detrás de las ruedas delanteras y terminan con un cono truncado. El guardabarros trasero sigue una línea casi horizontal y termina en unas aletas ligeramente pronunciadas en las que se alojaban las luces traseras.
El puesto de conducción que ahora estaba solo a la derecha, estaba situado detrás de una burbuja de plexiglás transparente que cubría las trompetas de aspiración del motor. Los cambios sustanciales también fueron mecánicos y el motor fue desplazado notablemente a la izquierda. El 250 TR del modelo 59 estaba reservado solo para los pilotos oficiales de la Scuderia Ferrari y solo se construyeron 5 unidades, sin embargo, los equipos privados continuaron compitiendo con el modelo de 1958.
Al año siguiente el Testa Rossa fue nuevamente actualizado, el sistema de lubricación a cárter seco se extendió a todos los autos turismo. Estéticamente la 250 TR de 1960 se reconoce por el parabrisas más alto (25 cm) en cumplimiento a las nuevas disposiciones de la Comisión Deportiva Internacional. Además cambió su denominación a 250 TRI 60 debido a la modificación de la suspensión trasera que ahora era independiente en las dos ruedas. El 250 TRI 60 se distingue también por la tapa del maletero y por la incorporación del tapón de cierre rápido del depósito del combustible, incorporado en el reposacabezas.
En 1961, el Testa Rossa era todavía competitivo. Coches nuevos fueron preparados para esa temporada los cuales estaban marcados por las siglas TRI 61. Un nuevo enfoque de estilo nació con ellos. La forma de la Testa Rossa 1961 era ahora muy diferente a las de los modelos anteriores, con una cola decididamente corta y con la toma de aire frontal partida, al estilo de un coche de Fórmula 1 en ese momento.
En los años de producción del 250 Testa Rosa de 1958 1961, fueron construidas treinta y cuatro autos y casi todos ellos tenían algunas diferencias de unos y otros debido esto a que como coches de carreras, fueron realizados de acuerdo con las necesidades del cliente al que estaban destinados.
En 1962, ya con la fabricación del 250 Testa Rossa, se registró una última aparición de un Testa Rossa en las 24 Horas de Le Mans, con las siglas TRI 330 LM.

## Carrera deportiva

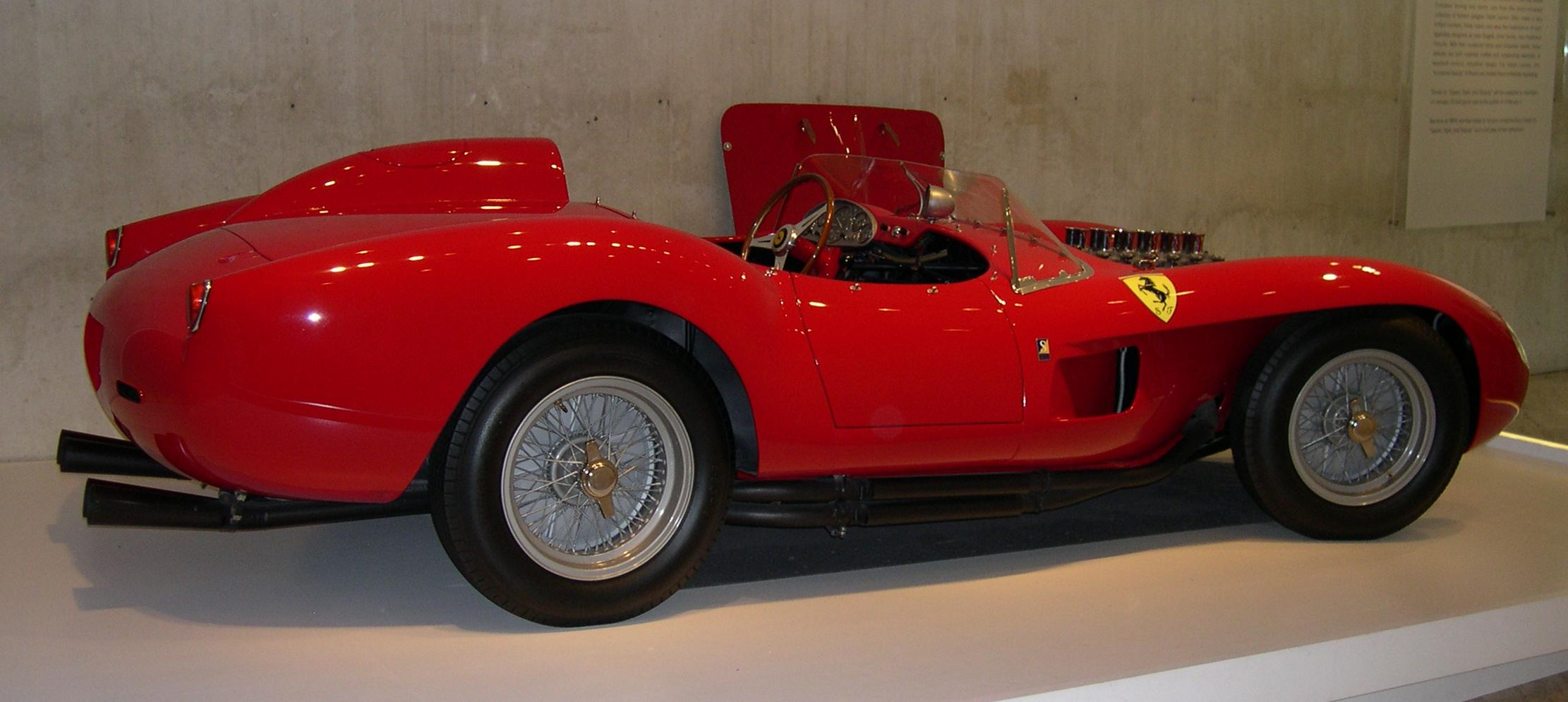
Carrocería del 250 TR58

### 500 TR
Deportivamente, el coche pronto demostró su valor el 11 de marzo de 1956 en Dakar, al ganar en la categoría de 2 litros con el piloto fue Jacques Swater y el 24 de marzo se volvió a ganar las 12 Horas de Sebring; carrera en la que, cuando se dieron a conocer los registros de participantes internacionales para las clasificaciones de la carrera en Florida,  prueba del Campeonato Internacional, además de un Jaguar D, un  Maserati 3-litros, un Chevrolet y un Aston Martin DB3, había tres autos de la Escudería Ferrari de 3,5 litros, uno de ellos el 875 S de 1955 del Marqués de Portago, y cinco más de escuderías privadas, dos de los cuales eran los nuevos 2 litros 500 TR. La carrera fue emocionante y uno por uno, los rivales de Ferrari fueron quedando eliminados gradualmente hasta que, al final fue el Ferrari de Fangio-Castelloti, que rompiendo el récord de distancia y velocidad promedio se adjudicaron la prueba, mientras que Rubirosa-Pauley, en sus 500 TR ganaban en su categoría. 
Otro triunfo un tanto especial se registró en la carrera de los 100 kilómetros de París, en donde Anna Maria Peduzzi y Gilberte Thiron, un equipo italobelga de mujeres, se apuntaron otra victoria para Ferrari con un 500 TR.
En la carrera de Le Mans de 1956, había tres 500 TR inscritos pero, en una prueba que solo terminaron 14 coches, ninguno de los tres la concluyó. En cambio, en el mes de junio de 1957, un 500 TR inscrito en las 24 Horas de Le Mans por el equipo belga Ecurie Francorchamps que pilotaron Bianchi y Harris logró obtener el 7° lugar absoluto por detrás seis coches con motores de más de 3 litros. Otros dos inscritos, uno para la pareja de los franceses  Tabano-Peron abandonó después de correr durante 23 horas y 23 minutos, y el otro para la pareja del francés Picard y el norteamericano Guinter, también abandonó. 
Después, en el IV Gran Premio de “Supercortemaggiore” destinado para coches con motores de menos de 2 L, que se celebró en Monza el 24 de junio de 1956, hubo varios privados con 500 TR y 500 Mondial, cuatro de ellos oficiales, así como un número igual de Maserati. Al final, después de los 1000 km con que contaba la prueba, Collins-Hawthorn ganaron con su Testa Rossa, frente a Moss-Perdisa en su Maserati, seguidos de otros dos 500 TR, manejados por Fangio-Castelloti y Genderbien- de Portago.
Los Ferrari 500 TR y 500 TRC en manos de los equipos privados en todo el mundo durante los años 1956 a 1958 fueron numerosos, y existen actualmente varios de esos modelos que se conservan en excelente estado en manos de coleccionistas.

### 250 TR
El debut del nuevo coche de la Casa de Maranello se registró el 26 de mayo de 1957 en los 1000 km de Nurburgring. La carrocería del nuevo prototipo era casi idéntica a la de los modelos de 4 cilindros y 2 L, aunque se observaba la presencia de una joroba en el centro del capó que cubría el motor de 12 cilindros y 3 litros.
Para el año siguiente, ya con la carrocería de los primeros modelos,  la brillante carrera del 250 Testa Rossa se inició ganando, el 26 de enero de 1958, la prueba Argentina de los 1000 km de Buenos Aires, primera ronda del Campeonato Mundial, en la que se alineaban tres 250 TR de la Scuderia Ferrari; triunfo que se repitió en la segunda prueba, la carrera norteamericana de las 12 Horas de Sebring, nuevamente con Collins/Phil Hill como pilotos.
El 21 de mayo de 1958, el italiano Luigi Musso y una vez más el belga Oliver Gendebien, serían los encargados de llevar el 250 TR58 al primer puesto de la Targa Florio, con dos coches más de equipos privados terminando en tercera y cuarta posición.
En las 24 Horas de Le Mans, la última ronda del campeonato, Ferrari ya había ganado el título de Campeón del Mundo de Resistencia (también conocido como Campeonato de Autos Sport y Prototipos) y apareció en la carrera con tres TR 250 oficiales y siete privados. Una persistente lluvia dificultó la carrera y causó numerosos accidentes, que eliminaron muchos de los competidores. Finalmente, Gendebien-Hill que lideraban la carrera desde la tarde, se llevaron la prueba.
El año de 1958 fue el mejor para los 250 TR, ya que de las 5 pruebas del campeonato, Ferrari ganó 4, perdiendo tan solo los 1000 kilómetros de Nürburgring en donde ganó Aston Martin, dejando el campeonato con 38 puntos para Ferrari, 19 para Posche y 18 para Aston Martin.
En las 12 horas de Sebring, primera prueba del Campeonato Mundial de 1959, se adjudicó la victoria el Ferrari 250 TR de Hill-Gendebien. La segunda carrera del campeonato, la Targa Florio, disputada el 24 de mayo, y donde los tres 250 TR inscritos no terminaron, fue ganada por el Porsche 718 RSK Spyder de los alemanes Edgar Barth y Wolfgang Seidel; y en la tercera prueba, los 1000 kilómetros de Nürburgring, la victoria correspondió a Stirling Moss y a Jack Brabham con un Aston Martin DBR1 por delante de dos Ferrari TR59, con lo que Ferrari terminaba la temporada ensegundo puesto, ya que en la prueba de Le Mans, que fue ganada por Aston Martin adjudicándose así el campeonato, había tres 250 TR59 Oficiales y cuatro 250 TR58 de equipos privados, pero ninguno de ellos concluyó la prueba, teniéndose que conformar Ferrari con un tercer lugar, pero en este caso para una berlinetta 250 GT LWB.
Para el siguiente año de 1960, ya con la nueva actualización del coche, Ferrari ganó en Argentina la carrera inicial del campeonato, los 1000 km de Buenos Aires. La Scuderia inscribió sus 250 TR59/60, y logró ganar con el conducido por el británico Cliff Allison y el norteamericano Phil Hill.
Ferrari decidió no hacer correr a los 250 TR en la Targa Florio que se corrió el 8 de mayo, inscribiendo a los Dino 246 S con motor de 2417 cc, que resultaban más maniobrables y adecuados para el trazado sinuoso de la prueba italiana. Finalmente, la carrera es ganada por el Posche 718RS60 Spyder de Bonnier-Herrman con un motor de menos de 2 litros, quedando el Ferrari de von Trips-Hill segundo y el de Mairesse-Scarfiotti cuarto, con otros dos Porsche en la tercera y la quinta posición.
Después del fracaso del año anterior en Le Mans, que es la siguiente prueba del campeonato y se corre el 25 de junio, Ferrari alineó oficialmente dos 250 TR59/60, un 250 TR60 y uno de los nuevos, pero no probados, TRI60 que sería manejado por la pareja de Pedro Rodríguez y Ludovico Scarfiotti, con otro 250 TR59 más inscrito por el equipo NART, obteniendo la victoria uno de los TR59/60 pilotado por Frere-Gendebien, con el TR59 del equipo norteamericano pilotado por el mexicano Ricardo Rodríguez y el belga Andre Pilette, sin que ninguno de los restantes pudiera terminar. La Escudería logró una apabullante victoria, al colocar además entre el cuarto y el séptimo lugar cuatro de las nuevas berlinettas 250 GT SWB de equipos privados en la categoría Gran Turismo. Ferrari se adjudicó de nuevo el Campeonato Mundial de Sport Prototipos, también conocido como Campeonato Mundial de Resistencia.
En 1961 Ferrari gana por segundo año consecutivo el Campeonato Mundial de Resistencia, al adjudicarse sus 250 TR61 tres de las cuatro pruebas que lo integran, iniciando el campeonato con la victoria en las 12 Horas de Sebring que ganan  Hill-Gendebien. En la Targa Florio, que se corre el 30 de abril, pero en la cual otra vez Ferrari inscribe, como autos principales, a los Dino 246P de 6 cilindros en V y motor central, y en la que solo hay un 250 TR61 inscrito para Mairesse-Rodríguez-Rodríguez, que no logra terminar la prueba. La victoria sería para el coche de von Trips-Gendebien.
Casi con el título de ese año ganado, Ferrari solo inscribe para las 24 Horas de Le Mans dos 250 TR61 oficiales, con uno más inscrito por el equipo NART para los hermanos Rodríguez, que resiste hasta la hora 23, cuando se ven obligados a retirarse por problemas en el motor. Al finalizar la carrera los dos Testa Rossa oficiales logran el “uno dos” con Gendebien-Hill y Mairesse-Parkes.
Como dato curioso se tiene que, en esta carrera además de siete 250 GT SWB privados, se inscribieron un 250 GT/TR SWB experimental y un Ferrari 246 SP, en donde se observa el cambio que se avecinaba en la utilización de coches de carreras con motor central posterior.
Con las nuevas reglamentaciones impuestas, los Testa Rossa, de los cuales se construyeron un total de 34 unidades, terminaron su etapa de construcción y su carrera oficial, contribuyendo a lograr para Ferrari el campeonato Mundial de Resistencia en los años de 1958, 1960 y 1961, teniéndose una última aparición de un coche con la denominación Testa Rossa y derivado del 250, en las 24 Horas de Le Mans de 1962, en donde los afamados Gendebien-Hill lograron ganar la prueba con el Ferrari 330 TRI LM.